# Анатолій (Печерський затвірник)
Святий Анатолій Затворник (12 століття, Київ) — православний святий, чернець Печерського монастиря. Преподобний. Пам'ять 11 жовтня і 16 липня.
Про житіє преподобного Анатолія збереглося небагато відомостей, дата і місце народження невідомі.
Згаданий на карті Ближніх печер 1638 року як «святий старець Анатолій чудотворець», а на пізніших картах як «Анатолій».
Окремо пам'ять преп. Анатолія митрополит Євгеній (Болховітінов) і архієпископ Філарет (Гумілевський) вказують під 31 жовтня (за ст. ст.), днем пам'яті преподобних Спиридона і Никодима просфорників, які спочивають у Ближніх печерах.
Архієпископ Сергій (Спаський) і Мінея 1978—1989 рр. вказують інший день пам'яті преп. Анатолія, 16 (3 за ст. ст.) липня, в який Церква згадує святителя Анатолія, патріарха Константинопольського.

В акафісті всім Печерським преподобним про нього сказано: 
|  | «Радуйся, Анатоліє, трепетний душею і розумом ціломудренний». |

Його мощі спочивають у Ближніх печерах.